# Retuperän WBK
Retuperän WBK (RWBK) är en studentorkester från Helsingfors/Esbo. RWBK grundades 1933 och är därmed den överlägset äldsta av de finska studentorkestrarna. Orkesterns uppsättning kan karakteriseras som en med klarinett och slagverk förstärkt bleckorkester. Orkesterns humor baserar sig till stor del på musikaliska parodier i kombination med ett uttryckslöst, lakoniskt uppförande.
Personer på förtroendeposterna inom orkestern bär alltid samma namn och titel. Direktören kallas exempelvis Letkumestari Leevi Letkutsalo medan musikdirektören är Valtakunnan sovittaja Simeon Suihkutsalo. Dirigenten (Taiteellinen harhaanjohtaja) däremot antar ett artistnamn som ofta anspelar på mer kända dirigenter.
Orkesterns namn baserar sig på en ordlek. Retuperä är inget riktigt ortnamn, utan förekommer endast i idiomet olla retuperällä det vill säga att ’vara vanskött’, ’vara i uselt skick’. Förkortningen WBK är i sin tur en kontamination mellan den föråldrade finska förkortningen WPK (wapaapalokunta) och det svenska FBK (frivillig brandkår). På svenska skrivs namnet Retuändas spritvilliga brandkår eller Retuändas spritvilliga brandkommun, där -kommun syftar på en annan betydelse av det finska ordet kunta.
I den tryckta versionen av Gula Sidorna i Helsingfors kunde man hitta RWBK under rubriken Retusointi (fi. för retuschering) som också kan tolkas som Retu- och det finska ordet sointi dvs. ’klang’, ’ton’.

## Diskografi
- Retuperän WBK:n valioita, osa 1 (1966)
- Retuperä Goes Crazy (1968)
- RWBK (1972)
- Retuperä konserttilavoilla (1973)
- Walpurin välilevy (1983)
- Palaa taas (1985)
- Hyppy ja sirkustanssi (1993)
- Elomme päivät (1997)
- Retuperän 9. "Uudemmasta ranskalaisesta torvimusiikista" (2003)
- RWBK Valioita, Sarja 10. "Kirkkaimmat lasihelmet" (2003)
- Sammutuskalusto 1933-2003 (2003)
- Retusointia (2011)
- Kuin äänilevyltä (2016)

Retuperän WBK har medverkat på flera andra inspelningar, bland annat soundtracks-EP:n till Universitetsteaterns föreställning "Aristofanes: Rauha", "Det bästa av Warszawa jazzjamboree 1969", samt julskivan "Joulu Puussa" (2000) som komponerats av Matti Servo.